# Dídimo (cartulário)
Dídimo (em latim: Didymus; em grego: Διδύμος; romaniz.: Didymos) foi um oficial bizantino que esteve ativo em meados do século VI ou meados do século VII. Nada se sabe sobre ele, exceto que teria exercido, segundo um selo seu presente na coleção da Dumbarton Oaks, a função de cartulário.